# AM (악틱 몽키즈의 음반)
《AM》은 밴드 악틱 몽키즈의 다섯 번째 정규 음반으로, 2013년에 발매되었다. UK 앨범 차트 1위 음반이자, 영국 축음기 협회(BPI) 인증 4× 플래티넘 등급 음반이다. 2014 브릿 어워드 영국 앨범상 수상 음반이다. 